# Lødingen
Lødingen es un municipio de la provincia de Nordland en la región de Nord-Norge, Noruega. A 1 de enero de 2018 tenía una población estimada de 2102 habitantes.
Se encuentra ubicado en la costa noroccidental de la península escandinava, cerca del fiordo Ofotfjord.